# 绿冠蕉鹃
綠冠蕉鵑（學名：Tauraco persa）亦稱幾內亞蕉鵑（英語：Guinea turaco）或綠絲冠僧帽鳥，分布於西非和中非，西至塞內加爾東部，東至剛果民主共和國，南至安哥拉北部。為非洲特有鳥類。

## 型態特徵
成鳥的頭、直立的羽冠、頸、胸及頸背草綠色。下背、腰及尾暗淺黑色帶有紫藍色金屬光澤。腹部及尾下覆羽暗黑色。眼先有白斑，眼下有細黑線。眼褐色有紅色的眼皮。亞成鳥類似成鳥，但初級飛羽羽端的黑色較明顯。 2.亞種間的不同主要在頭部的記號。Persa亞種，眼下的白線最寬及最長（延伸至眼後），羽冠的尖端稍微帶有淺紅色調；zenkeri亞種，眼下的白線窄及短，羽冠的尖端帶有淺紫色調；buffoni亞種眼下沒有白線或僅僅可見，羽冠的尖端沒有淺紅或淺紫色調。

## 繁殖
雌鳥一窩大多產二個蛋，一年可以生育约五次。蛋孵化期約20-23天左右。